# چن لانگ
چن لانگ (متولد زادهٔ ۱۸ ژانویهٔ ۱۹۸۹ در جیانگژو، هوبیی) یک بازیکن بدمینتون اهل چین است. او یک مدال برنز المپیک لندن وصاحب مدال طلا در المپیک ریو2016میباشد و برنده ۲ مدال طلای مسابقات جهانی است.